# BAKU (曲)
「BAKU」（バク）は、いきものがかりの楽曲。自身の33作目のシングルとして、ソニー・ミュージックレーベルズ / エピックレコードジャパンからダウンロード配信で2021年1月18日に発売された。

当初はダウンロード配信のみで発売されたが、後にCDシングル・アナログ・レコードで2021年2月24日に発売された。

## 解説
前作「きらきらにひかる」から（先行配信時点で）約4ヶ月半ぶりの新曲。また、CDシングルとしては2016年8月リリースの「ラストシーン/ぼくらのゆめ」以来約4年半ぶりの発売であり、2017年から2018年にかけての「放牧」（活動休止）後では初のCDシングルとなる。初回仕様限定盤には「いきものカード056」が封入される。
本曲はテレビ東京系テレビアニメ『BORUTO-ボルト- -NARUTO NEXT GENERATIONS-』の主題歌として書き下ろされた楽曲。いきものがかりは『BORUTO』の前作にあたるアニメ『NARUTO -ナルト- 疾風伝』の主題歌として「ブルーバード」（2008年）、「ホタルノヒカリ」（2009年）の2曲を提供しており、本曲でおよそ12年ぶりに『NARUTO』シリーズ主題歌を担当することとなった。
CDシングルには表題曲に加えて、前述の「ブルーバード」「ホタルノヒカリ」の2曲と、Spotifyで注目されているDJのSlushiiによる「ブルーバード」のリミックス版がカップリング曲として収録されている。
また、CDシングルと同時にアナログ盤シングルも完全生産限定でリリースされた。
ジャケットは『BORUTO』のメインキャラクター3人（うずまきボルト・うちはサラダ・ミツキ）が描かれており、「ブルーバード」のシングルCDのジャケットをオマージュしたデザインとなっている。
本作発売後、山下穂尊がグループ脱退を発表したため、3人体制で発売されたCDシングルは本作が最後となった（配信限定シングルを含むと「今日から、ここから」が最後のシングルとなる）。

## 収録曲

### CD
| 全作詞・作曲: 水野良樹、全編曲: 江口亮。 |                                      |          |            |                                        |      |
| #                                        | タイトル                             | 作詞     | 作曲・編曲 | 備考                                   | 時間 |
| 1.                                       | 「BAKU」                             | 水野良樹 | 水野良樹   | 管編曲：野々村昌樹（EGクリエイション） | 3:48 |
| 2.                                       | 「ブルーバード (2021 Remastered)」   | 水野良樹 | 水野良樹   | 弦編曲：クラッシャー木村               | 3:37 |
| 3.                                       | 「ホタルノヒカリ (2021 Remastered)」 | 水野良樹 | 水野良樹   | 弦編曲：クラッシャー木村               | 4:06 |
| 4.                                       | 「ブルーバード (Slushii Remix)」     | 水野良樹 | 水野良樹   |                                        | 3:20 |
| 5.                                       | 「BAKU -instrumental-」              | 水野良樹 | 水野良樹   |                                        | 3:48 |

### アナログ盤
| #  | タイトル                | 作詞 | 作曲・編曲 |
| -- | ----------------------- | ---- | ---------- |
| 1. | 「BAKU」                |      |            |
| 2. | 「BAKU (Anime Ver.)」   |      |            |
| 3. | 「BAKU -instrumental-」 |      |            |

| #  | タイトル                             | 作詞 | 作曲・編曲 |
| -- | ------------------------------------ | ---- | ---------- |
| 1. | 「ブルーバード (2021 Remastered)」   |      |            |
| 2. | 「ホタルノヒカリ (2021 Remastered)」 |      |            |
| 3. | 「ブルーバード (Slushii Remix)」     |      |            |

## 参加ミュージシャン
- いきものがかり
  - 吉岡聖恵：ボーカル
  - 水野良樹：ギター
  - 山下穂尊：ギター・ハーモニカ